# Fedir Babaczenko
Fedir Zacharowycz Babaczenko (ukr. Федір Захарович Бабаченко, ur. 27 września?/10 października 1911 we wsi Stiepanowka w obecnym obwodzie charkowskim, zm. 1944) – radziecki wojskowy, major, Bohater Związku Radzieckiego (1940).

## Życiorys
Urodził się w biednej ukraińskiej rodzinie chłopskiej. Skończył szkołę średnią we wsi Sotniki, później pracował jako sekretarz rady wiejskiej. Będąc komsomolcem jako jeden z pierwszych wraz z rodzicami wstąpił w swojej miejscowości do kołchozu. Od 1933 do 1935 odbywał służbę w Armii Czerwonej, po demobilizacji skończył trzyletnią szkołę specjalistów gospodarki rolnej w Leningradzie, po czym został wyznaczony dyrektorem sowchozu.
W 1938 ponownie został powołany do Armii Czerwonej, brał udział w wojnie z Finlandią 1939-1940. W 1940 został członkiem WKP(b). 20 lutego 1940 jako szef zwiadu dywizjonu artylerii 323 pułku artylerii 123 Dywizji 7 Armii w stopniu młodszego porucznika brał udział w walkach w miejscowości Bezymyannaya, gdzie w starciu o wzgórze odkrył w okopach trzy stanowiska ogniowe przeciwnika z fińskimi żołnierzami. Wraz z towarzyszami wrzucił granaty do okopów, potem w walce wręcz został dźgnięty bagnetem. Przyczynił się do zdobycia wzgórza bez strat w ludziach z radzieckiej strony. 10 marca 1940 podczas walk pod Wyborgiem odkrył trzy fortyfikacje przeciwnika z karabinami maszynowymi i działami. Jego grupa zwiadowcza przeprowadziła nagły atak, zmuszając żołnierzy przeciwnika do ucieczki, a Sowieci przejęli kontrolę nad fortyfikacjami, umożliwiając zajęcie wzgórz Podoszwa i Pirti. Za zasługi bojowe w wojnie z Finlandią 11 kwietnia 1940 otrzymał tytuł Bohatera Związku Radzieckiego i Order Lenina.
Po zakończeniu tej wojny studiował w Wojskowej Akademii Politycznej im. Lenina. Od czerwca 1941 brał udział w wojnie z Niemcami, w 1943 ukończył kursy doskonalenia kadry oficerskiej. Otrzymał stopień majora i został dowódcą 104 pułku artylerii przeciwpancernej. 31 października 1943 został wzięty do niewoli. Trafił do stalagu Hohenstein w Prusach Wschodnich, a 22 maja 1944 został przeniesiony do Stalagu XI A w miejscowości Altengrabow. Dalsze jego losy są nieznane.